# Percnia foraria
Percnia foraria är en fjärilsart som beskrevs av Achille Guenée 1858. Percnia foraria ingår i släktet Percnia och familjen mätare. Inga underarter finns listade i Catalogue of Life.